# Redenzione (film 2022)
Redenzione è un film del 2022 diretto da Maria Martinelli.
Il film si ispira al romanzo Corpi estratti dalle macerie scritto da Franco Calandrini.

## Produzione
Il lungometraggio è stato girato nei comuni di Ravenna, Fanano e Modena.

## Distribuzione
Il film è stato presentato in anteprima nazionale al Torino Film Festival 2022 e successivamente selezionato al WRPN Women's International Film Festival 2023 dove ha ricevuto un Exceptional Merit.
Il film è uscito nelle sale cinematografiche italiane a partire dal 30 marzo 2023.

## Accoglienza

### Critica
Il film ha ricevuto una recensione positiva.